# Bob Templeton
Robert Ian Templeton, detto Bob (Rockhampton, 27 luglio 1932 – Brisbane, 5 dicembre 1999), fu un giocatore e allenatore australiano di rugby a 15, che guidò la squadra provinciale del Queensland e fu commissario tecnico degli Wallabies negli anni 1970.
Imprenditore nel ramo dell'allevamento, fu anche presidente dell'unione rugbistica del Queensland.

## Biografia
Formatosi all'Anglican Church Grammar School di Brisbane, militò nelle giovanili della squadra scolastica e, successivamente, dal 1949, nella formazione Seniores; proveniente da una famiglia di allevatori, lavorava come banditore d'asta e amministratore di capi di bestiame, e svolgeva l'attività sportiva presso i Gallopers, club di Brisbane militante nel Queensland Premiership.
Terminata l'attività sportiva prima dei trent'anni a causa di una serie d'infortuni, assunse la conduzione tecnica della stessa squadra dei Gallopers che condusse alla vittoria nella Premiership 1962.
In quello stesso anno passò alla conduzione tecnica della formazione del Queensland, incarico che tenne per tutto il decennio fino alla chiamata, con tutto lo staff tecnico della propria federazione statale, alla posizione di commissario tecnico della nazionale alla cui guida debuttò nel corso del tour di fine anno 1971 in Francia con un pareggio 1-1 nella serie dei test match.
Diresse ancora, saltuariamente, la nazionale in più periodi alternandosi alla conduzione del Queensland, quest'ultimo fino al 1988; fu, anche, allenatore di due serie della formazione internazionale del World XV, nel 1989 in Sudafrica e nel 1992 in Nuova Zelanda.
In occasione delle onorificenze britanniche di capodanno 1989 fu nominato membro dell'Ordine dell'Impero Britannico per i suoi contributi allo sport.
Nel 1991 tornò nello staff della nazionale come allenatore in seconda, prendendo parte alla vittoriosa spedizione alla seconda Coppa del Mondo che si concluse con la vittoria del titolo battendo l'Inghilterra 12-6 in finale a Twickenham; fu presente anche, come secondo, alla Coppa del Mondo 1995 in Sudafrica, Paese in cui ebbe anche una breve esperienza da allenatore nel 1998 alla guida del Western Province.
Tra gli incarichi dirigenziali che ricoprì figura quello di presidente della federazione rugbistica del Queensland e membro a vita del collegio dei fiduciari della federazione australiana.
Templeton morì a Brisbane il 5 dicembre 1999 a causa delle complicazioni derivanti da un intervento chirurgico al ginocchio.
Alla sua memoria fu istituito nel 2000 la Coppa Templeton (in inglese Templeton Cup), trofeo che si disputa ogni anno in occasione dell'incontro di Super Rugby tra le franchise statali dei Reds, del Queensland, e dei Waratahs, del Nuovo Galles del Sud.